# VINTAGE S
『VINTAGE S』（ヴィンテージ・エス）は、林原めぐみの1枚目のベスト・アルバム。2000年4月26日にスターチャイルドから発売された。2005年3月16日に再発売された。

## 背景
『VINTAGE S』と『VINTAGE A』に共通するテーマは「10年経っても聴きたい曲」。
1991年から1999年までにリリースされた林原めぐみ名義のシングル曲とそのカップリング曲の中から、林原自らセレクトした全15曲が収録された。オリジナル・アルバム未収録だったシングル曲の一部がこのアルバムに収録されているのも特徴である。また、「虹色のSneaker」と「Until Strawberry Sherbet」を除く全ての作曲を佐藤英敏が手掛けている。
「秘蔵『林原めぐみお宝ビデオ』」と題されたVHSテープが付属されていた。なお、2005年3月16日に『林原めぐみのHeartful Station』の放送700回突破を記念して再発された際に初回限定盤仕様（2枚組プラケース・紙BOX収納仕様）で、「秘蔵『林原めぐみお宝DVD』」と題されたDVDが付属されている。

## ディスクジャケット
ジャケットデザインは、林原が出演したアニメ『3×3EYES』、『万能文化猫娘』、『BLUE SEED』の原作者である高田裕三が手掛けた。

## 記録
2003年10月度の、ゴールドディスクに認定された。

## 収録曲
| #         | タイトル                                                         | 作詞                                 | 作曲       | 編曲      | 時間  |
| --------- | ---------------------------------------------------------------- | ------------------------------------ | ---------- | --------- | ----- |
| 1.        | 「Give a reason」                                                | 有森聡美                             | 佐藤英敏   | 大平勉    | 4:25  |
| 2.        | 「〜infinity〜∞」                                                | MEGUMI                               | 佐藤英敏   | 添田啓二  | 4:25  |
| 3.        | 「Going History」                                                | 有森聡美                             | 佐藤英敏   | 小野沢篤  | 4:32  |
| 4.        | 「Until Strawberry Sherbet」                                     | 李醒獅 English Words by Mamie D. Lee | 大森俊之   | 大森俊之  | 4:59  |
| 5.        | 「MIDNIGHT BLUE」                                                | 有森聡美                             | 佐藤英敏   | 五島翔    | 5:31  |
| 6.        | 「Touch Yourself」(シングル『限りない欲望の中に』カップリング曲) | MEGUMI                               | 佐藤英敏   | 添田啓二  | 5:06  |
| 7.        | 「raging waves」                                                 | MEGUMI                               | 佐藤英敏   | 添田啓二  | 4:59  |
| 8.        | 「〜それから〜」(シングル『question at me』カップリング曲)       | MEGUMI                               | 佐藤英敏   | 小林信吾  | 4:54  |
| 9.        | 「Successful Mission」                                           | MEGUMI                               | 佐藤英敏   | 矢吹俊郎  | 4:08  |
| 10.       | 「Fine colorday」                                                | MEGUMI                               | 佐藤英敏   | 添田啓二  | 4:46  |
| 11.       | 「Lively Motion」                                                | MEGUMI                               | 佐藤英敏   | 五島翔    | 4:35  |
| 12.       | 「Proof of Myself」                                              | MEGUMI                               | 佐藤英敏   | 添田啓二  | 5:48  |
| 13.       | 「A HOUSE CAT」                                                  | MEGUMI                               | 佐藤英敏   | 五島翔    | 4:15  |
| 14.       | 「おやすみなさい 明日はおはよう」                                | MEGUMI                               | 佐藤英敏   | 添田啓二  | 4:33  |
| 15.       | 「虹色のSneaker」                                                | 辛島美登里                           | 辛島美登里 | 村瀬恭久  | 4:16  |
| 合計時間: | 合計時間:                                                        | 合計時間:                            | 合計時間:  | 合計時間: | 71:12 |

## タイアップ
| 曲名                          | タイアップ                                                                       | 初出作品                     | 発売日         | 規格品番 | 備考                     |
| ----------------------------- | -------------------------------------------------------------------------------- | ---------------------------- | -------------- | -------- | ------------------------ |
| Give a reason                 | テレビアニメ『スレイヤーズNEXT』オープニングテーマ                               | 「Give a reason」            | 1996年4月24日  | KIDA-128 | 11thシングル             |
| 〜infinity〜∞                 | テレビアニメ『ロスト・ユニバース』オープニングテーマ                             | 「〜infinity〜∞」            | 1998年4月24日  | KIDA-161 | 18thシングル             |
| Going History                 | ラジオドラマ『スレイヤーズEX.（えくすとら）』オープニングテーマ                  | 「Going History」            | 1995年12月6日  | KIDA-124 | 10thシングル             |
| Until Strawberry Sherbet      | 文化放送系列ラジオドラマ・あかほりさとる劇場『爆れつハンター』オープニングテーマ | 「Until Strawberry Sherbet」 | 1994年5月25日  | KIDA-81  | 7thシングル              |
| MIDNIGHT BLUE                 | 劇場版『スレイヤーズ』主題歌                                                     | 「MIDNIGHT BLUE」            | 1995年7月21日  | KIDA-108 | 9thシングル              |
| Touch Yourself                | セガサターン ゲームソフト『スレイヤーズろいやる』テーマソング                    | 「限りない欲望の中に」       | 1996年5月22日  | KIDA-134 | 12thシングルカップリング |
| raging waves                  | 劇場版『スレイヤーズごぅじゃす』主題歌                                           | 「raging waves」             | 1998年7月3日   | KIDA-163 | 19thシングル             |
| 〜それから〜                  | （無し）                                                                         | 「question at me」           | 1999年5月28日  | KIDA-180 | 22ndシングルカップリング |
| Suceessful Misson             | テレビアニメ『セイバーマリオネットJ』オープニングテーマ                          | 「Suceessful Misson」        | 1996年10月23日 | KIDA-134 | 14thシングル             |
| Fine colorday                 | テレビアニメ『万能文化猫娘』オープニングテーマ                                   | 「Fine colorday」            | 1998年2月4日   | KIDA-158 | 17thシングル             |
| Lively Motion                 | テレビアニメ『セイバーマリオネットJ to X』エンディングテーマ                     | 「Proof of Myself」          | 1998年10月23日 | KIDA-170 | 21stシングルカップリング |
| Proof of Myself               | テレビアニメ『セイバーマリオネットJ to X』オープニングテーマ                     | 「Proof of Myself」          | 1998年10月23日 | KIDA-170 | 21stシングル             |
| A HOUSE CAT                   | OVA『万能文化猫娘DASH!』オープニングテーマ                                       | 「A HOUSE CAT」              | 1998年9月4日   | KIDA-165 | 20thシングル             |
| おやすみなさい 明日はおはよう | テレビアニメ『万能文化猫娘』エンディングテーマ                                   | 「Fine colorday」            | 1998年2月4日   | KIDA-158 | 17thシングルカップリング |
| 虹色のSneaker                 | ラジオ関西他『林原めぐみのHeartful Station』初代エンディングテーマ               | 「虹色のSneaker」            | 1991年3月5日   | KIDA-15  | 2ndシングル              |